# Kalāteh-ye Hendī
Kalāteh-ye Hendī (persiska: کلاته هندی) är en ort i Iran.   Den ligger i provinsen Nordkhorasan, i den nordöstra delen av landet, 600 km öster om huvudstaden Teheran. Kalāteh-ye Hendī ligger 1 141 meter över havet och antalet invånare är 102.
Terrängen runt Kalāteh-ye Hendī är varierad.Runt Kalāteh-ye Hendī är det ganska glesbefolkat, med 40 invånare per kvadratkilometer. Närmaste större samhälle är Shīrvān, 11,5 km väster om Kalāteh-ye Hendī. Trakten runt Kalāteh-ye Hendī består i huvudsak av gräsmarker.